# Behaimia cubensis
Genre
Espèce
Behaimia cubensis est une espèce de plantes à fleurs dicotylédones de la famille des Fabaceae, sous-famille des Faboideae, originaire de Cuba. C'est l'unique espèce acceptée du genre Behaimia (genre monotypique).